# Zemětřesení na Tchaj-šanu
Zemětřesení na Tchaj-šanu je první zaznamenané zemětřesení ve světové historii. K zemětřesení na hoře Tchaj došlo v sedmém roce vlády císaře Fa z dynastie Sia. Podle moderní historiografie k události došlo v roce 1831 př. n. l. nebo 1731 př. n. l. Událost je krátce zmíněna v Bambusových análech.